# إبراهيم بن عفيصان
إبراهيم بن عفيصان؛ أمير الأحساء في عهد الإمام عبد العزيز بن محمد بن سعود. تم تعيينه عام 1795م، ثم أصبح أمير البحرين ثم أمير قطر ثم أمير عمان ثم أمير المدينة المنورة ثم أمير عنيزة وتوفي فيها عام 1229هـ 

## إمارته لقطر
كان إبراهيم بن عفيصان، هو القائد السعودي الأول، الذي غزا قطر، في أواخر عام 1207هـ/1793م. واستطاع إخضاع معظم قراها: فريحة والحويلة واليوسفية والرويضة، وغيرها. وحاصر إبراهيم بن عفيصان فيها العتوب (آل خليفة وجماعتهم). وشدد هجماته عليها، حتى استولى على قلعتها. فاضطر العتوب إلى الرحيل، وساروا إلى البحرين، بوساطة البحر، مقتنعين بأن رحيلهم هذا، ما هو إلا رحيل مؤقت، يدوم لفترة قصيرة، هي فترة بقاء القوات السعودية في قطر، ظناً منهم، أن الحكم السعودي فيها لم يتعد كونه حملة عابرة، بعدها، تنسحب القوات السعودية، وعندها، يعود العتوب إليها، ثانية. وهكذا، دخل السعوديون قطر، التي أصبحت جزءاً من الدولة السعودية الأولى، التي أخذت تنشر فيها مبادئ دعوة الشيخ محمد بن عبدالوهاب.

## إمارته للبحرين
كانت جزيرة البحرين تحت سيادة آل خليفة، الذين كانوا يقيمون بالزبارة في قطر. ومنها كانوا يديرون شؤون الجزيرة، منذ عام 1196هـ/1782م. وقد تركوا الزبارة على أثر دخول القائد السعودي إبراهيم بن عفيصان إليها، وتوجهوا للبحرين. وسكن سلمان آل خليفة وأسرته، في قرية جوا، في البحرين، عام 1212هـ /1797م. ولم تدم إقامتهم بها؛ لأن البحرين، خضعت لحكم السيد سلطان بن أحمد، حاكم مسقط، عام 1215 هـ/1800م. وعين أخاه، سعيداً، حاكماً عليها من قبله. واضطر آل خليفة إلى العودة إلى بلدتهم القديمة، "الزبارة"، بعد أن أعطاهم الامام عبد العزيز بن محمد آل سعود الأمان.
ثم طلب آل خليفة من الامام سعود الكبير بن عبدالعزيز، مساعدتهم على استرجاع البحرين من حاكم مسقط. فسارع إلى إرسال جيش، بقيادة القائد إبراهيم بن عفيصان، فاستولى على البحرين، وطرد قوات حاكم مسقط منها، عام 1224هـ/1809م. لكن إبراهيم بن عفيصان، لم يسلم زمام الأمور فيها لآل خليفة، بل أعلن ضمها إلى الدولة السعودية. وحينما حاول آل خليفة إجلاء القوات السعودية عن البحرين، ردت القوات السعودية بمهاجمة الزبارة، وساقت رؤساء آل خليفة إلى الدرعية. وعُين فهد بن سليمان بن عفيصان، قائداً للحامية السعودية في البحرين، وعُين إبراهيم بن عفيصان أميراً عليها.

## إمارته لعُمان
لما وصل نفوذ الدولة السعودية الأولى لمنطقة الأحساء، بدأت تتطلع إلى نشر مبادئ دعوتها في عُمان. فأمر الإمام عبد العزيز بن محمد قائده مطلق بن محمد المطيري، بغزو عُمان الصير، حيث تقطن قبيلة بني ياس. إلا أن مطلق المطيري، لم يوفق في الاستيلاء على المنطقة. عندها رأى الإمام عبد العزيز أن يكل هذا الأمر لقائده إبراهيم بن عفيصان الذي قاد معظم الحملات السعودية في نواحي شرقي شبه الجزيرة. فقاد جيشاً كبيراً إلى منطقة عمان الصير، ضد بني ياس. وقاتلهم حتى طلبوا الأمان من الدرعية. ثم تبعتهم قبيلة النعيم، التي تقطن في البريمي.
ثم أرسلت الدرعية إليهم عالماً ليعلمهم أمر الدين ومبادئ دعوة الشيخ محمد بن عبد الوهاب، ويدرسهم مؤلفاته، ككتاب التوحيد وغيره، وكانت هاتان القبيلتان من القبائل السُّنية التي قد ترى في قوة الدولة السعودية ما يعينها على صراعها ضد القبائل الهناوية الإباضية.
تقدم إبراهيم بن عفيصان إلى واحة البريمي عام 1210 هـ/1795 م. وبنى فيها قصر الصبارة، في منتصف الطريق الواصل بين البريمي وحماسا، ليكون قاعدة للقوات السعودية في المنطقة.

## غزوه الكويت
أدركت الدولة السعودية أهمية الكويت، التي تعد ميناء لتموين نجد. فقاد القائد إبراهيم بن عفيصان في عام 1208 هـ/1793م حملة عسكرية، قيل بسبب إيوائها زعماء بني خالد الفارين من الدولة السعودية. وقد غنم إبراهيم بن عفيصان غنائم كثيرة في هذه الحملة. لكنه لم يخضع الكويت للسيادة السعودية بسبب دعم الوكالة البريطانية للكويتيين ضد هذه الحملة. ثم ردت الكويت على هذه الحملة بإرسال سرية للانتقام بمهاجمة القبائل النجدية المتاخمة لحدودها. إلا أن هذه الحملة لم تعط النتائج، حيث قتل قائدها، وعادت دون أن تفعل شيئاً. كما تعاون الكويتيون مع حملة رئيس المنتفق، ثويني بن عبد الله السعدون، ضد الدولة السعودية عام 1212هـ/1797م.
وتحت ضغط التهديد السعودي على للكويت، من جهة، وهجوم قبائل المنتفق عليها من جهة أخرى. اضطر آل صباح إلى أن يحيطوها بسور منيع، حتى تستطيع صد الحملات العسكرية الموجهة ضدها، وذلك عام 1213هـ/1798م.

## إمارته للأحساء
بعد أن أخضعت الدولة السعودية الأحساء، أصبحت تشرف على مياه الخليج العربي. اتجهت أنظار الدولة أولاً نحو قطر بإيعاز من القائد السعودي إبراهيم بن عفيصان.
وفي سنة 1798 خرجت من بغداد حملة علي الكهية متوجهة نحو الأحساء أولا لتستولي عليها ثم تنعرج إلى الدرعية عاصمة الدولة السعودية، ومن البصرة سار الباشا برًا طريق الأحساء الطويل ولكنه كان أكثر أمنًا. واستطاعت قواته احتلال مواقع الوهابيين كلها باستثناء وقصر صاهود في المبرز وكوت الهفوف وقيل قلعة القطيف التي ثبتت من 7 رمضان-7 ذي القعدة 1213هـ/11 فبراير-11 أبريل 1799م، وقد كان آمر القلعة هو إبراهيم بن سليمان بن عفيصان، وقد استطاع هذان الموقعان الصمود لهجمات غير مركزة وإطلاق كثيف لنيران مدفعية دون مهارة أكثر من شهرين. وبالنهاية رضخ علي باشا لنصيحة معاونيه العرب وأشهرهم محمد بك الشاوي الذي كان يشك بأنه يراسل السعوديين، فرفع الحصار عنهما وحاول العودة إلى البصرة.

## العلاقة مع آل خليفة
عندما تمكن الامام عبد العزيز بن محمد آل سعود من الاستيلاء على الأحساء وتمكنت القوات السعودية بقيادة إبراهيم بن عفيصان من محاصرة الزبارة اضطروا وشيخهم سلمان بن أحمد آل خليفة إلى الفرار إلى البحرين ولكن لم يهنأ لهم العيش في البحرين فقد فروا من الزبارة خوفاً من قوات الامام عبد العزيز آل سعود فجاءهم عبر البحر حاكم مسقط سلطان بن أحمد بن سعيد في محرم عام 1216 هـ/ مايو 1801م فبادر إليه سلمان بن أحمد وأظهر موالاته وعقد معه صُلحاً قدَّم بموجبه أحد إخوانه رهينة لحاكم مسقط وولى سلطان ابنه سعيداً والياً على البحرين عام 1215 هـ/ 1800 م وعاد إلى مسقط وعاد آل خليفة إلى الزبارة وعندما علم آل خليفة بوفاة ابنهم الرهينة لدى حاكم مسقط شرعوا في البدء باتخاذ التدابير المناسبة لاستعادة البحرين فطلب سلمان العون والمساعدة من عبد العزيز آل سعود الذي أوفد إليه أحد قواده وهو إبراهيم بن عفيصان الذي تمكن من مساعدة أهل الزبارة في استعادة البحرين وطرد سعيد بن سلطان منها ولكن إبراهيم بن عفيصان لم يدع آل خليفة يقيمون في البحرين وأعادهم إلى الزبارة وبعد أن كانت جزيرتهم في يد آل سعيد دخلت تحت النفوذ السعودي.

## العلاقة مع بني ياس والقواسم
في سنة 1799 كان الصدام المسلح بين القوات السعودية التي أرسلها الإمام عبد العزيز بن محمد بقيادة أمير الإحساء إبراهيم بن عفيصان لغزو أراضي البريمي وبين قوات بني ياس والقواسم وتمكنت القوات السعودية من إحراز عدة انتصارات مما حدا ببني ياس أن يرسلو وفداً إلى الدرعية لطلب الصلح وتمت الموافقة ورفض القواسم الصلح ودخل النعيم في الصلح وشكلت السعودية قوات من النعيم وبني ياس وبني قتب أخدت تهاجم عُمان وتوقفت قبائل بني ياس عن الاشتراك في أحداث الحرب بين السعودية وبين عُمان، كما أن هناك مصادر تقول أن الشيخ شخبوط انقلب ضد السعودية ولكن العشر سنوات الأخيرة لم تسجل فيها أحداث في أبوظبي.